# سينكو بايو
سينكو بايو (بالإنجليزية: Cinco Bayou)‏ هي مدينة أمريكية تقع في ولاية فلوريدا. تبلغ مساحة هذه المدينة 0.5 (كم²)،ويبلغ عدد سكانها 377 نسمة حسب إحصاء سنة 2010 م 377.تشير إحصاءات سنة 2000م بأن الكثافة السكانية في هذه المدينة تقدر بـ(754) نسمة/كم2 